# Toffo-Agué
Toffo-Agué è un arrondissement del Benin situato nella città di Toffo (dipartimento dell'Atlantico) con 5.986 abitanti (dato 2006).